# Метилкобаламин
Метилкобаламин — кобаламин, используемый при лечении периферической нейропатии, диабетической нейропатии и для предварительного лечения бокового амиотрофического склероза. Это одна из форм Витамина B12, которая отличается от цианкобаламина тем, что цианогруппа в нём замещена метильным радикалом. При нормальных условиях представляет собой водорастворимые кристаллы ярко-красного цвета.
С точки зрения координационной химии, метилкобаламин — это редкий пример фермента, в котором металл непосредственно связан с алкильным радикалом. Никель-содержащие метаболиты этого вещества участвуют в финальной стадии метаногенеза.

## Синтез
Метилкобаламин можно синтезировать в лаборатории, восстанавливая цианкобаламин борогидридом натрия в щелочном растворе с последующим добавлением иодметана.

## Функции
Этот витамин — один из двух кофакторов, используемых витамин B12-зависимыми ферментами. Помимо этого он является особой формой витамина B12, используемой 5-метилтетрагидрофолат-гомоцистеинметилтрансферазой, также известной как метионинсинтаза. С точки зрения физиологии, он эквивалентен витамину B12, например в плане лечения патологий, связанных с недостатком витамина B12, таких как пернициозная анемия.
Метилкобаламин участвует в пути Вуда — Льюнгдала, при помощи которого некоторые организмы осуществляют фиксацию углекислого газа. В этом пути метилкобаламин отдаёт метильную группу, которая соединяется с монооксидом углерода (образуется из CO2), в результате чего синтезируется ацетил-КоА, который затем превращается в более сложные молекулы, необходимые организму.
Метилкобаламин синтезируется некоторыми бактериями. Он играет важную роль для окружающей среды, так как участвует в метилировании тяжёлых металлов. Например, в результате его действия образуется высокотоксичная метилртуть. В этой реакции метилкобаламин является донором «CH3-».